# خوسيه أرجوميدو
خوسيه أرجوميدو (بالإسبانية: Jose Argumedo)‏ مواليد 14 أكتوبر 1988، هو ملاكم محترف مكسيكي. حقق بطولة الاتحاد الدولي للملاكمة.

## إحصائيات
خاض خلال مسيرته 23 نزالا، فاز في 19 وتعادل في 1 وخسر في 3. فاز بالضربة القاضية في 11 نزالا.

## روابط خارجية
- خوسيه أرجوميدو على موقع بوكس ريك (الإنجليزية) (registration required)